# Yacimiento petrolífero Tiber
El yacimiento petrolífero de Tiber es un yacimiento de petróleo en aguas profundas situado en el bloque 102 de Keathley Canyon, en el sector estadounidense del Golfo de México. El yacimiento de aguas profundas (definido como la profundidad del agua entre 400 y 1.520 m), fue descubierto en septiembre de 2009 y es explotado por BP. Descrito como un hallazgo «gigante», se calcula que contiene entre 4.000 y 6.000 millones de barriles (entre 640×106 y 950×106 m³) de petróleo in situ, aunque BP afirma que es demasiado pronto para estar seguros de su tamaño: normalmente se considera que un yacimiento «enorme» contiene 250 millones de barriles (40×106 m³).Para ello fue necesario perforar un pozo de 10.685 m de profundidad bajo 1.260 m de agua, lo que lo convirtió en uno de los pozos más profundos jamás perforados en el momento del descubrimiento.

## Descripción
Tiber comprende múltiples yacimientos de petróleo del Terciario Inferior situados en el bloque 102 de Keathley Canyon, a unos 400 km al sureste de Houston y 480 km al suroeste de Nueva OrleansTiber es sólo el 18.º pozo del Terciario Inferior hasta la fecha, y la perforación en estas formaciones está en sus comienzos. El petróleo de Tiber es crudo ligero, y las primeras estimaciones de reservas recuperables se sitúan en torno al 20-30% de recuperación, lo que sugiere unas reservas de entre 600 y 900 millones de barriles (95×106 a 143×106 m³). Fuentes como Bloomberg sugieren cautela, advirtiendo de que el hallazgo es técnicamente complejo y podría tardar entre 5 y 6 años en producir petróleo o tener un rendimiento inferior (5-15%) basándose en las "tasas de las que se habla" en el cercano yacimiento de Kaskida,el anterior hallazgo gigante de BP (2006) a 40 mi (64 km) de distancia Las perspectivas comerciales del yacimiento aún no se han evaluado.

## Descubrimiento
BP adquirió el arrendamiento de la Plataforma Continental Exterior del bloque 102 Keathley Canyon referencia G25782, estación NOAA 42872, el 22 de octubre de 2003, en la Fase 2 de la Venta 187 del Golfo de México Occidental (WGOM/GOM).Las formaciones rocosas del Terciario Inferior son algunas de las formaciones rocosas marinas más antiguas y técnicamente más desafiantes que se perforan actualmente en busca de petróleo, y datan de hace entre 23 y 66 millones de años. El plan de exploración se presentó en junio de 2008.
Tiber fue perforado inicialmente por la plataforma petrolífera semisumergible de posicionamiento dinámico de quinta generación de Transocean, Deepwater Horizon,y las perforaciones exploratorias comenzaron en torno a marzo de 2009, con un ligero retraso respecto a la fecha prevista de septiembre de 2008. Gran parte de las reservas más profundas del golfo están enterradas bajo acumulaciones de sal de miles de metros de espesor, lo que supone un problema para la exploración sísmica. BP había desarrollado anteriormente técnicas de exploración para sortear esta dificultad.Se localizó petróleo en "múltiples niveles"El yacimiento se anunció el 2 de septiembre de 2009, y las acciones de BP subieron un 3,7% al conocerse la noticia.Con Tiber sumándose a al menos otras diez exploraciones con éxito en el Terciario inferior de la zona, los analistas consideraron el anuncio una señal de optimismo y un presagio de un renovado interés por la producción en el Golfo de México.

## Exploración en suspenso
Tras la destrucción en abril de 2010 de la plataforma Deepwater Horizon durante la perforación del pozo Macondo, y el consiguiente vertido de petróleo, se suspendieron todas las actividades de evaluación de 33 pozos en exploración en el Golfo de México, incluido Tiber. Al menos dos plataformas que podrían haberse utilizado para el desarrollo de Tiber se emplearon para perforar los pozos de alivio de la rotura.